# Il Canto degli Italiani
Il Canto degli Italiani (Bài ca của người Ý), cũng được biết tới với cái tên Inno di Mameli (Hành khúc của Mameli) hoặc Fratelli d'Italia (Người anh em toàn nước Ý) là quốc ca của Ý. Bài này được sáng tác bởi Goffredo Mameli, một công dân Genoa và về sau, nó được phổ nhạc bởi một người Genoa khác, Michele Novaro. Về sau, bài hát này đã trở thành bài hát ái quốc của Ý, đặc biệt được đánh giá cao bởi chính Giuseppe Garibaldi và được hát suốt phong trào đòi độc lập và cuối cùng là sự thống nhất nước Ý. Tuy nhiên, phải chờ đến khi Vương quốc Ý sụp đổ vào năm 1946, thế chỗ bằng một nhà nước cộng hòa, bài này mới được coi là quốc ca chính thức của Ý.

## Lời bài hát
Đây là văn bản đầy đủ của bài thơ gốc được viết bởi Goffredo Mameli. Tuy nhiên, quốc ca Ý, như thường được biểu diễn trong các dịp chính thức, khổ đầu tiên được hát hai lần, và phần điệp khúc, sau đó kết thúc bằng một tiếng "Sì!" ("Vâng!").
Khổ thơ tiên thể hiện sự nhân cách hóa của Ý, người sẵn sàng tham chiến để trở nên tự do, và sẽ chiến thắng như Roma thời cổ đại, "đội" mũ sắt của Scipio Africanus, người đã đánh bại Hannibal trong trận chiến cuối cùng của Chiến tranh Punic lần thứ hai tại Zama; cũng có liên quan đến phong tục nô lệ của người La Mã cổ đại, những người thường cắt tóc ngắn như một dấu hiệu của sự phục vụ, do đó Nữ thần Chiến thắng phải cắt tóc để trở thành nô lệ của Roma (để làm cho Ý chiến thắng).
Khổ thơ thứ hai, tác giả đau xót khi Ý là một quốc gia bị chia rẽ trong bao năm và kêu gọi đoàn kết; trong nét này, Goffredo Mameli sử dụng ba từ được lấy từ ngôn ngữ thơ ca và cổ xưa của Ý: calpesti (tiếng Ý hiện đại: calpestati), speme (speranza), raccolgaci (ci raccolga).
Khổ thơ thứ ba, là một lời cầu nguyện đến Thiên Chúa, xin che chở sự đoàn kết của người Ý đang đấu tranh để thống nhất quốc gia của họ một lần và mãi mãi. Dấu ấn thứ tư gợi lại những nhân vật anh hùng nổi tiếng và những khoảnh khắc của cuộc chiến giành độc lập của Ý như trận Legnano, cuộc bảo vệ thành Florence do Ferruccio lãnh đạo trong Chiến tranh Ý, cuộc bạo loạn bắt đầu ở Genève bởi Balilla và Vespers Sicilia. Phần cuối của bài thơ đề cập đến 
| Lời tiếng Ý | Bản dịch IPA | Bản dịch Tiếng Việt |
| --- | --- | --- |
| I Fratelli d'Italia, l'Italia s'è desta, dell'elmo di Scipio s'è cinta la testa. Dov'è la Vittoria? Le porga la chioma, ché schiava di Roma Iddio la creò. (lặp lại khổ hát) Coro: 𝄆 Stringiamci a coorte, siam pronti alla morte. Siam pronti alla morte, l'Italia chiamò. 𝄇 Sì! II Noi fummo da secoli calpesti, derisi, perché non-siam popolo, perché siam divisi. Raccolgaci un'unica bandiera, una speme: di fonderci insieme già l'ora suonò. (lặp lại khổ hát) Coro III Uniamoci, amiamoci, l'unione e l'amore rivelano ai popoli le vie del Signore. Giuriamo far libero il suolo natio: uniti, per Dio, chi vincer ci può? (lặp lại khổ hát) Coro IV Dall'Alpi a Sicilia dovunque è Legnano, ogn'uom di Ferruccio ha il core, ha la mano, i bimbi d'Italia si chiaman Balilla, il suon d'ogni squilla‎ ‎ ‎ ‎ ‎ ‎ ‎ ‎ ‎ ‎ ‎ ‎ ‎ ‎ ‎ ‎ ‎ ‎ ‎ ‎ ‎ ‎ ‎ ‎ ‎ ‎ ‎ ‎ ‎ ‎ ‎ ‎ ‎ ‎ i Vespri suonò. (lặp lại khổ hát) Coro V Son giunchi che piegano le spade vendute: già l'Aquila d'Austria le penne ha perdute. Il sangue d'Italia, il sangue Polacco, bevé, col cosacco, ma il cor le bruciò. (lặp lại khổ hát) Coro VI Evviva l'Italia, dal sonno s'è desta, dell'elmo di Scipio s'è cinta la testa. Dov'è la vittoria?! Le porga la chioma, ché schiava di Roma Iddio la creò. (lặp lại khổ hát) Coro | I [fraˈtɛl.li diˈtaːlja \|] [liˈtaːlja ˌsɛ‿dˈde.sta \|] [delˈlel.mo di‿ʃˈʃiːpjo] [ˌsɛ‿tˈt͡ʃin.ta la ˈtɛ.sta ǁ] [doˈvɛ‿l.la vitˈtɔːrja \|] [le ˈpɔr.ɡa la ˈkjɔːma \|] [ke ˈskjaːva di ˈroːma] [idˈdiːo la kreˈɔ ǁ] (lặp lại khổ hát) Coro 𝄆 [strinˈd͡ʒan.t͡ʃ‿a‿k.koˈor.te \|] [ˌsjam‿ˈpron.ti̯‿al.la ˈmɔr.te ǁ] [ˌsjam‿ˈpron.ti̯‿al.la ˈmɔr.te \|] [liˈtaːlja kjaˈmɔ ǁ] 𝄇 [ˈsi] II [ˌnoi̯‿ˈfum.mo da(‿s.)ˈsɛːko.li] [kalˈpe.sti \| deˈriːzi \|] [perˈke‿n.non ˌsjam‿ˈpɔːpo.lo \|] [perˈke‿sˌsjan‿diˈviːzi ǁ] [rakˈkɔl.ɡa.t͡ʃ‿uˈnuːni.ka] [banˈdjɛ.ra(‿)u.na ˈspɛːme \|] [di ˈfon.der.t͡ʃ(i)‿inˈsjɛːme] [ˌd͡ʒa‿lˈloːra swoˈnɔ ǁ] (lặp lại khổ hát) Coro III [uˈnjaːmo.t͡ʃi \| aˈmjaːmo.t͡ʃi \|] [luˈnjoːn‿e‿l.laˈmoːre] [riˈveːla.no ai̯ ˈpɔːpo.li] [le ˈviːe del siɲˈɲoːre ǁ] [d͡ʒuˈrjaːmo ˌfar‿ˈliːbe.ro] [il ˈswɔːlo naˈtiːo \|] [uˈniːti \| per ˈdiːo \|] [ki‿vˈvin.t͡ʃer t͡ʃi ˈpwɔ ǁ] (lặp lại khổ hát) Coro IV [dalˈlal.pi̯‿a‿s.siˈt͡ʃiːlja] [doˈvuŋ.kw(e)‿ˌɛ‿l.leɲˈɲaːno \|] [oɲˈɲwɔn‿di ferˈrut.t͡ʃo] [ˌa‿i̯l ˈkɔːre \| ˌa‿l.la ˈmaːno \|] [i ˈbim.bi diˈtaːlja] [si ˈkjaːmam baˈlil.la \|] [il ˈswɔn ˌdoɲ.ɲi‿ˈskwil.la] [i ˈvɛ.spri swoˈnɔ ǁ] (lặp lại khổ hát) Coro V [ˌson‿ˈd͡ʒuŋ.ki ke‿pˈpjɛːɡa.no] [le ˈspaːde venˈduːte \|] [ˌd͡ʒa‿lˈlaːkwi.la ˈdau̯.strja] [le ˈpen.ne ˌa‿p.perˈduːte ǁ] [il ˈsaŋ.ɡwe diˈtaːlja \|] [il ˈsaŋ.ɡwe poˈlak.ko \|] [beˈve \| kol koˈzak.ko \|] [ma‿i̯l ˈkɔr le bruˈt͡ʃɔ ǁ] (lặp lại khổ hát) Coro VI [evˈviːva liˈtaːlja \|] [dal ˈsɔn.no ˌsɛ‿dˈde.sta \|] [delˈlel.mo di‿ʃˈʃiːpjo] [ˌsɛ‿tˈt͡ʃin.ta la ˈtɛ.sta ǁ] [doˈvɛ‿l.la vitˈtɔːrja \|] [le ˈpɔr.ɡa la ˈkjɔːma \|] [ke ˈskjaːva di ˈroːma] [idˈdiːo la kreˈɔ ǁ] (lặp lại khổ hát) Coro | I Hỡi những anh em của nước Ý, Nước Ý đã thức giấc rồi. Chiếc mũ sắt của Scipio khi xưa Đang được Người đội trên đầu. Chiến thắng giờ đang ở đâu? Hãy cúi đầu trước Người. Bởi vì ngươi là một người bảo vệ của thành Roma, Vốn được Chúa tạo ra. (lặp lại khổ hát) Điệp khúc 𝄆Hãy để chúng tôi tham gia vào những đội quân, chúng tôi sẵn sàng hy sinh. Chúng tôi sẵn sàng hy sinh, Nước Ý đã gọi chúng ta.𝄇 Vâng! II Chúng ta, đã hàng thế kỷ rồi Bị chà đạp, bị chế nhạo, Bởi vì chúng ta không đoàn kết, Bởi vì chúng ta bị chia rẽ. Cho nên chúng ta hãy cùng chiến đấu, dưới một ngọn cờ, dưới một niềm hy vọng: Giờ đã đến lúc phải tranh đấu. Giờ đã phải tập hợp với nhau. (lặp lại khổ hát) Điệp khúc III Chúng ta hãy đoàn kết và yêu thương, Chỉ cần đoàn kết và yêu thương Là chúng ta sẽ cho mọi người biết Con đường của Chúa; Chúng ta thề sẽ giải phóng tự do Cho đất mẹ của chúng ta Hãy đoàn kết, dưới sự bảo bọc của Thiên Chúa Ai có thể đánh bại chúng ta? (lặp lại khổ hát) Điệp khúc IV Từ dãy Alps tới Sicily Rực cháy khí thế trận Legnano, Mỗi người đàn ông đều mang trong mình trái tim Và bàn ray của Ferruccio, Và những người con của nước Ý Đều giống như Balilla, Mỗi tiếng kèn trumpet Đều là âm thanh của những chiến sỹ Vespers (lặp lại khổ hát) Điệp khúc V Những lưỡi kiếm cong vút của bọn tay sai Chúng yếu đuối như lau sậy Con đại bàng Áo hung hăng kia Rồi cũng sẽ rụng lông. Máu của người Ý Và máu của người Ba Lan Đã bị chúng và bọn Cossack uống Sẽ thiêu rụi trái tim bọn chúng. (lặp lại khổ hát) Điệp khúc VI Nước Ý của ta mãi mãi muôn năm, Giờ đã thức giấc lên rồi. Chiếc mũ sắt của Scipio khi xưa Đang được Người đội trên đầu. Chiến thắng giờ đang ở đâu? Hãy cúi đầu trước Người. Bởi vì ngươi là một người bảo vệ của thành Roma, Vốn được Chúa tạo ra. (lặp lại khổ hát) Điệp khúc |